# Lion-sur-Mer
Lion-sur-Mer är en kommun i departementet Calvados i regionen Normandie i norra Frankrike. Kommunen ligger i kantonen Douvres-la-Délivrande som ligger i arrondissementet Caen. År 2022 hade Lion-sur-Mer 2 510 invånare.

## Befolkningsutveckling
Antalet invånare i kommunen Lion-sur-Mer
Referens: INSEE